# زبابة الضباب
زبابة الضباب (الاسم العلمي: Sorex sonomae) (بالإنجليزية: Fog Shrew)‏ هي نوع من الحيوانات يتبع جنس الزبابة من الفصيلة الزبابات.